# Vanzaghello
Vanzaghello is een gemeente in de Italiaanse metropolitane stad Milaan (regio Lombardije) en telt 5065 inwoners (31-12-2004). De oppervlakte bedraagt 5,5 km², de bevolkingsdichtheid is 977 inwoners per km².

## Demografie
Vanzaghello telt ongeveer 1946 huishoudens. Het aantal inwoners steeg in de periode 1991-2001 met 2,6% volgens cijfers uit de tienjaarlijkse volkstellingen van ISTAT.
| Jaar | Inwoneraantal |
| ---- | ------------- |
| 1991 | 4758          |
| 2001 | 4883          |

## Geografie
Vanzaghello grenst aan de volgende gemeenten: Samarate (VA), Lonate Pozzolo (VA), Magnago, Castano Primo.